# Willy Praml

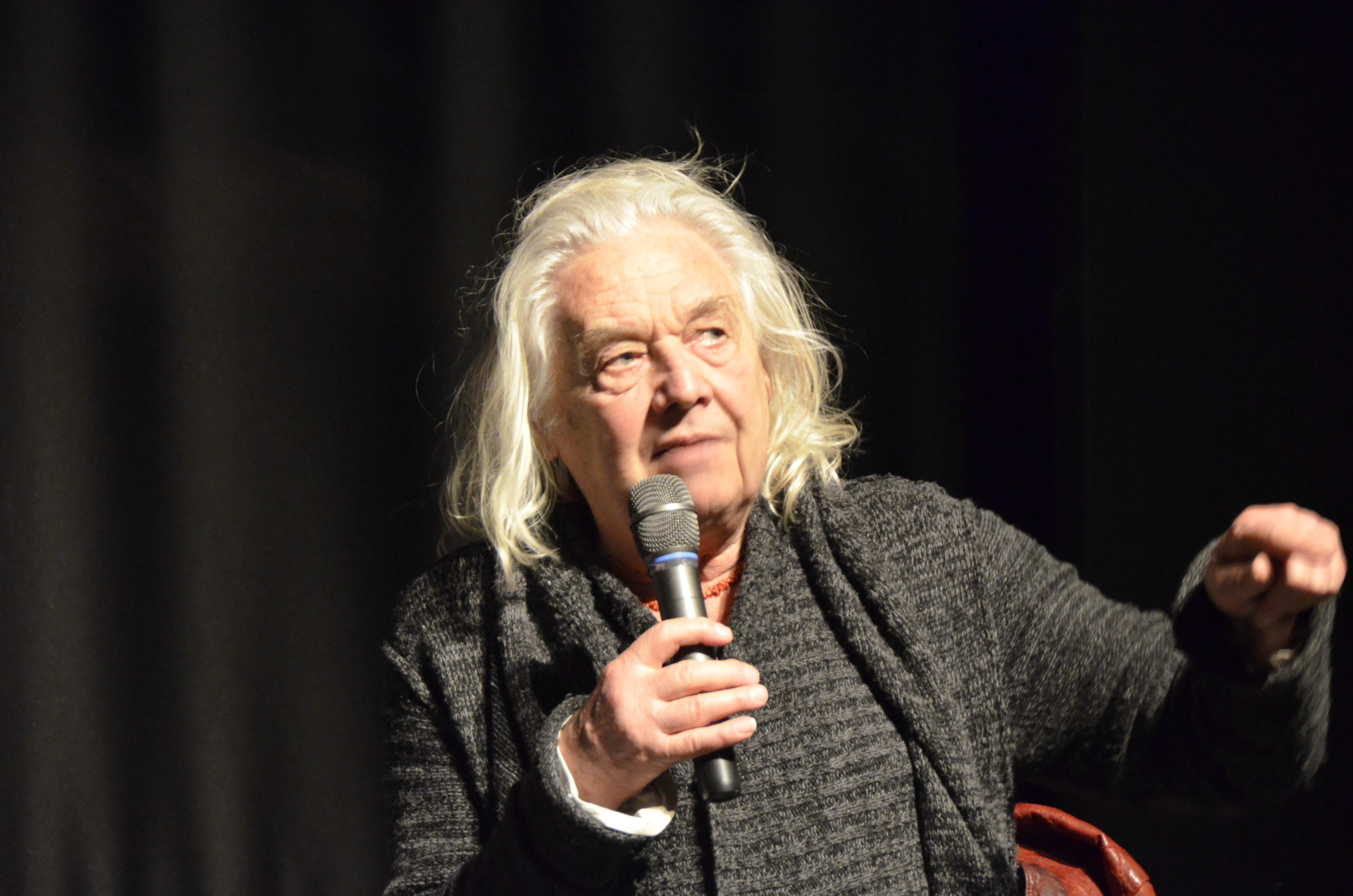
Willy Praml im Theater Willy Praml (2017)

Willy Praml (* 31. August 1941 in Landshut) ist ein deutscher Privattheaterintendant, Schauspieler und Regisseur. Er ist der Gründer und jahrzehntelang verantwortlicher Theaterleiter des Theater Willy Praml in Frankfurt am Main.

## Leben und Wirken

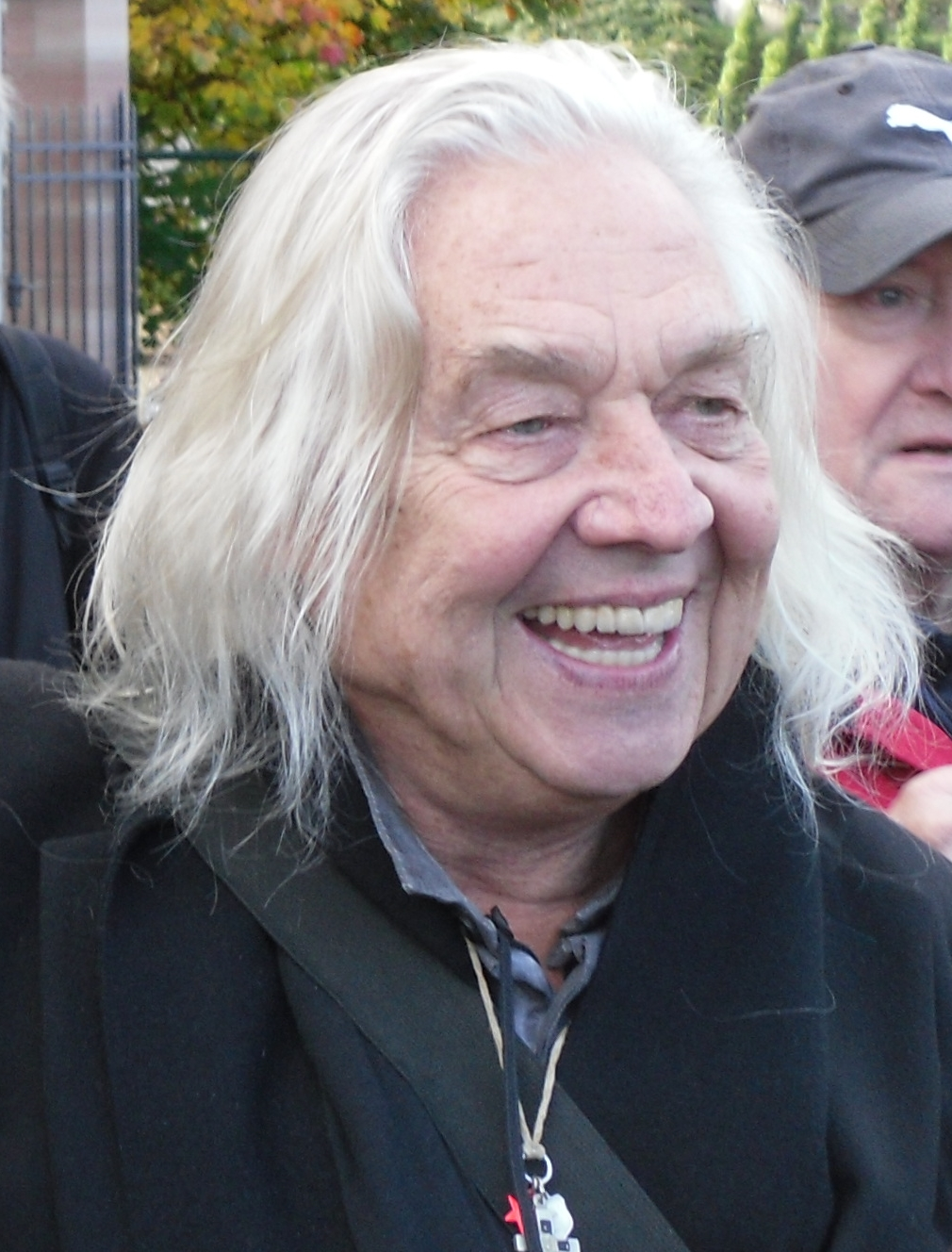
Willy Praml während des Theaterprojekts Der Rabbi von Bacharach in Bacharach (2013)

Der Sohn eines Metzgermeisters und Gastronomen, die Eltern bewirtschafteten die Theatergaststätte „Bernlochner“ in Landshut, wollte von früh an Schauspieler werden und bestand mit 18 Jahren auch die Aufnahmeprüfung der Münchner Falckenberg-Schauspielschule. Doch sein Vater verweigerte ihm, die Volljährigkeit lag damals bei 21 Jahren, hartnäckig die nötige Zustimmung.
Praml legte 1960 das Abitur am Deutschen Gymnasium in Freising ab. Von 1961 bis 1968 studierte er Germanistik, Geschichtswissenschaft und Geografie an der Universität in München. Von 1968 bis 1971 war er hauptamtlicher Bundesreferent für musische Bildung beim Bund Deutscher Pfadfinder in Berlin, wo er mit Theaterkursen den deutsch-französischen Freundschaftsvertrag (Élysée-Vertrag) umsetzte. Von 1971 bis 2000 war er als hauptamtlicher Mitarbeiter für Theater- und Kulturarbeit an der staatlichen Hessischen Jugendbildungsstätte Dietzenbach tätig. Während dieses Zeitraums praktizierte er nachhaltig Theaterarbeit mit Laien, überwiegend mit Arbeiterjugendlichen und Jugendlichen aus damaligen Gastarbeiter-Familien (vg. das Frankfurter Teatro Siciliano, I MACAP u. a.). Mit einigen dieser selbstproduzierten Stücke (z. B. „Mensch Maier“) gastierte er an vielen deutschen Bühnen (Frankfurter Theater am Turm, Volksbühne Berlin/ Ost, Impulse (Theaterfestival), Theatertreffen der Jugend u. v. a.).
Zusammen mit Hansjörg Maier erhielt Praml 1979 den mit 10.000 Mark dotierten Brüder-Grimm-Preis des Landes Berlin für ihre „beispielhafte theaterpädagogische Arbeit mit Jugendlichen“ an der hessischen Jugendbildungsstätte Dietzenbach und dem Wannseeheim für Jugendarbeit in Berlin. Von 1979 bis 1990 entwickelte Willy Praml neue Theaterformen in hessischen Dörfern, besonders in der Gemeinde Brechen bei Limburg an der Lahn. Hieraus entstanden mehrere Theaterproduktionen mit teilweise über 100 Mitwirkenden. u. a. „Die Nirrerländer“ (Aufzeichnung beim ZDF, 1981) und „Sein Blut kommet über uns – Requiem im Schatten der bewältigten Nacht“ als Koproduktion mit der Alten Oper Frankfurt.
1991 gründete Praml das freie Theater Willy Praml in Frankfurt am Main und spielt mit diesem seit dem Jahr 2000 in der Naxoshalle in Frankfurt am Main. 1994 führte er zur 1200-Jahr-Feier Frankfurts mit Profis und Laien Goethes Faust in der Frankfurter Paulskirche auf.
Im Jahr 2000 wurde die Hessische Jugendbildungsstätte Dietzenbach geschlossen und Willy Praml als Dozent an die Fachhochschule Frankfurt versetzt. Mit dem Wintersemester 2006/07 wurde er in den Ruhestand versetzt, seitdem widmet sich Willy Praml ausschließlich der Leitung des von ihm, zusammen mit dem Schauspieler, Bühnen- und Kostümbildner Michael Weber, gegründeten Theater Willy Praml. Die Arbeit dieser Theatercompagnie zeichnet sich durch große, raumgreifende Inszenierungen aus, die die ästhetischen Möglichkeiten und den „industriekathedralen“ Charakter ihrer Spielstätte, der Naxoshalle sowie auch des öffentlichen Raums nutzen.
Für seine vielfältigen Beiträge zur Kultur wurde er 2011 von der Stadt Frankfurt mit dem alle zwei Jahre verliehenen und mit 50.000 € dotierten Binding-Kulturpreis ausgezeichnet. Im Dezember 2022 wurde Praml mit der Ehrenplakette der Stadt Frankfurt am Main geehrt, die für herausragendes Engagement im kommunalpolitischen, kulturellen, wirtschaftlichen, sozialen oder städtebaulichen Bereich verleihen wird.
Nach einem überstandenen Schlaganfall übernahm der 80-Jährige erstmal keine Regie mehr, blieb stattdessen als Schauspieler seines Privattheaters weiterhin aktiv.

## Familie
Pramls Sohn Gregor Praml ist Musiker und künstlerischer Leiter der Frankfurter Romanfabrik. Seine Tochter Joanna-Maria Praml ist Schauspielerin und Regisseurin.

## Werke
- Hansjörg Maier, Willy Praml: Lehrlingstheater und proletarische Öffentlichkeit. Hrsg.: Bund Deutscher Pfadfinder im Bund Demokratischer Jugend. 2. Auflage. Verlag Jugend und Politik, Frankfurt am Main 1974, DNB 770493467.